# Esther Hermitte
María Esther Álvarez de Hermitte (30 de marzo de 1921-1990), más conocida como Esther Hermitte, fue una reconocida antropóloga social argentina.

## Biografía
Hermitte se formó en la Facultad de Filosofía y Letras de la Universidad de Buenos Aires. Obtuvo el título de «profesora de Enseñanza Media, Normal y Especial en Historia» y más tarde se especializó en Antropología Social, obteniendo una beca de posgrado otorgada por el Consejo Nacional de Investigaciones Científicas y Tecnológicas (CONICET), que para ese entonces dirigía Bernardo Houssay.
Casada con Raúl Hermitte, doctor en Química, quiso conservar el apellido Hermitte a pesar de que éste se divorció de ella.

## Trabajo de campo
Entre los años 1957 y 1958 realizó trabajos de campo en la mina El Aguilar, a 4000 m de altura en la Puna Argentina, como parte de un estudio para conocer la forma de vida de las poblaciones mestizas en una comunidad minera en el noroeste argentino. Estos trabajos los hizo acompañada de las estudiante Amalia Sanguinetti y Ana María Mariscotti. El objetivo de Esther era estudiar el parentesco, la migración, el trabajo, la vivienda, los accidentes y las enfermedades, el esparcimiento, la economía doméstica, las creencias y las ceremonias religiosas de estas comunidades. En 1958 y gracias a la beca, partió hacia la Universidad de Chicago en Estados Unidos, en donde asistió a los cursos sobre Sistema Social. Un año más tarde partiría a México junto al lingüista R. Radhakrishnan y al intérprete indígena Alberto Méndez Tobilla para hacer su trabajo de campo sobre la comunidad maya de Pinola, Municipio de Villa Las Rosas en el Estado de Chiapas.
Como resultado de su prolongado trabajo de campo y a su posterior análisis sobre «Movilidad social en una comunidad bicultural de Chiapas» y «Poder sobrenatural y control social», Hermitte obtuvo su grado de Master of Arts en 1962 y de Philosophical Doctor en 1964.
Los miembros del comité doctoral de la Universidad de Chicago Manning Nash, Lloyd Fallers, y sus mentores Pitt-Rivers y McQuown, reconocieron el talento de Hermitte, logrando para ella el Roy D. Albert Prize por su tesis de maestría y el Bobbs Merryl Award por su tesis doctoral.
A su regreso a la Argentina en 1965, esta investigadora introdujo la versión estructural-funcionalista de la Antropología Social en la academia nacional. A Alfred Reginald Radcliffe-Brown y su estadía entre 1931-1937 en la Universidad de Chicago, se le debe los nuevos intereses políticos de la academia argentina en los estudios sobre el presente, el cambio sociocultural y las relaciones sociales. En 1986 recibió el Premio Konex - Diploma al Mérito en el rubro Arqueología y Antropología Cultural.

## Publicaciones
- Diario de campo, 2 vols. Inéd 1960-1.
- La movilidad social en una comunidad bicultural en Revista Latinoamericana de Sociología, Centro de Investanciones Sociales del Instituto Torcuato Di Tella, Buenos Aires, 1968.
- Poder sobrenatural y control social: en un pueblo maya contemporáneo Instituto Indigenista Interamericano, México, 1970.
- El concepto de nahual en Pinola, México en Ensayos antropológicos en los Altos de Chiapas. McQuown & Pitt-Rivers comps., Instituto Indigenista Interamericano, México, 1989.